# Prawie bezprawie
Pawie bezprawie (ang. Bending the Rules) – amerykański film sensacyjno-komediowy z 2012 roku.

## Treść[2]
Prokurator okręgowy Theo Gold usiłuje doprowadzić do ukarania detektywa nowoorleańskiej policji, który dopuścił się korupcji. Nieoczekiwanie jednak oskarżyciel publiczny i skorumpowany policjant muszą połączyć siły w walce z groźną organizacją przestępczą...

## Obsada
- Edge - Nick Blades
- Jamie Kennedy - Theo Gold
- Jessica Walter - Lena Gold
- Alicia Witt - Rosalyn Wohl
- Jennifer Esposito - Olivia Garcia
- Danny Gil - Ed Mackie
- Gary Grubbs - D.A. Clark Gunn
- Philip Baker Hall - Herb Gold
- Pruitt Taylor Vince - Happy
- Kevin Weisman - Gil
- Kirk Bovill - Meter Man